# Traumland
Traumland è un film del 2013 diretto da Petra Volpe.

## Trama
La vigilia di Natale a Zurigo le vite di diverse persone entrano in contatto tramite Mia, una diciottenne bulgara che si prostituisce per vivere.

## Riconoscimenti
- 2014 – Festival internazionale del cinema di Mosca[1]
  - In concorso per il Giorgio d'oro
- 2014 – Premio del cinema svizzero[2][3]
  - Miglior attrice ad Ursina Lardi
  - Candidatura per il miglior film
  - Candidatura per la miglior attrice a Bettina Stucky
  - Candidatura per la miglior sceneggiatura a Petra Volpe